# Сеобе (роман)
Сеобе је роман Милоша Црњанског написан 1929. године. Може се окарактерисати као историјски роман. Говори о тешком животу Срба после велике сеобе у Хабзбуршкој монархији. Главни лик Вук Исакович, као и сам роман засновани су на документованим историјским чињеницама. Аутор као главни мотив романа истиче осећање празнине и узалудности, а живот који су проживели ликови је бесмислен и проживљен под туђом вољом и за туђ рачун.
Друга књига Сеоба или „Сеобе 2“, роман Милоша Црњанског који се појавио 1962, није наставак романа „Сеобе“ из 1929, већ је сасвим аутономно дело.

## Настанак романа
Роман Сеобе Милоша Црњанског се састоји из два дела, који су настали у различито време. Први се појављује 1929. године, а други 1962. године. Ми ћемо се задржати на првом делу. Првобитни план Милоша Црњанског био је да напише шест романа о српским сеобама и то:
- Прва књига: о Вуку Исаковичу и Славонско - подунавском пуку,
- Друга књига: обухвата време селидбе у Русију;
- Трећа књига: доба Првог српског устанка, судбина два Србина из Аустрије, официра који су пошли у Србију,
- Четврта књига: о 1848. години, о прелазу Срба,
- Пета књига: о емиграцији кнеза Милоша и кнеза Михаила,
- Шеста књига: о повратку Исаковича са руским добровољцима 1876.[3]

Иако наслов романа сугерише на одређена збивања у самом роману, роман нам доноси једно стање. Овде сеобе не значе прелазак из једног места у друго, већ непрекидно људско кретање, покренуто унутрашњим немирима и несигурношћу. Време романа је смештено у периоду од пролећа 1744. до лета 1745. године, а простор су Срем, мочваре крај Дунава, затим европски градови и бојишта. Инспирацију за свој роман Црњански је црпио из три различита извора:
1. у мемоарима Симеона Пишчевића: Црњански се одлучио да напише Сеобе након читања мемоара Симеона Пишчевића. Пишчевић, родом из Шида, као тринаестогодишњи дечак учествовао је у походу на Француску, постао аустријски официр, да би се затим преселио у Русију и, у војном чину напредовао до генерал – мајора.
2. у историјским сеобама Срба (1690. и 1739): Плашећи се од одмазде Турака многи Срби су, под вођством патријарха Арсенија III Чарнојевића, кренули 1690. године у Велику сеобу ка Угарској. Аустријска царевина им је гарантовала црквену аутономију али су они били изложени свакодневним притисцима унијаћења. Такође, српски народ је послужио Аустроугарској у њеним заплетима и сукобима са Европом.
3. из личног искуства, јер је и сам био приморан да се као војвођански Србин бори на страни Аустроугарске за време Првог светског рата.

Дело Сеобе је роман о три личности: о Вуку Исаковичу, о његовој жени Дафини и о његовом брату Аранђелу. Вук полази у ратни поход, далеко ка Рајни ка Француској, и у томе рату је све је више удаљен од своје жене, све је уморнији и горчи под притиском искуства и сазнања о бесмислу таквих ратовања и за њега и за његов народ. Аранђел и Дафина се привидно зближавају, у ствари очајнички траже неку срећу, у љубавној страсти или у осећању материјалне сигурности и налазе одмах несрећу, неку тајанствену, ужасну несрећу.
Роман Сеобе је дело о страдању националног бића, породице Исаковича и људских живота. Ово је роман и о пролазности физичке лепоте, младости и среће, о просторима људске среће за којима се трага, о бекству човека из јаве у сан и имагинацију као компензацију за сва страдања, лутања и грубости.

## Радња
Радња се дешава у 18. веку, временски период од пролећа 1744. до почетка лета 1745. године. То је период од годину дана, чиме се временски круг Сеоба затвара. Да би показао каква су и колика била страдања Срба у Војводини, у то време, Црњански у средиште радње ставља породицу Исакович: браћу Вука и Аранђела Исаковича, повезану како крвним сродством, тако и присуством жене у лику госпође Дафине, чиме се обликује троугао људских и породичних односа.
Кроз десет поглавља романа јављају се наизмјенично два тока приповедања. Први ток прати судбину колективног јунака - кретање Славонско-подунавског пука до реке Рајне и назад. Други ток приповедања прати однос госпође Дафине и Аранђела Исаковича у његовој земунској кући, а након одласка Вука Исаковича у рат. Овај се ток везује за мирнодопски живот.
Вук пред зору испловљава са својом четом према Варадину где ће им се придружити остали и кренути под његовим вођством у Печуј. Што је даље од свог завичаја то више осећа самоћу и празнину.
По доласку у Мађарску аустроугарски комесар и Печујски бискуп су били изузетно задовољни војничком спремом Вуковог пука и покушали су да га преобрате у католичку веру, али је Вук то вешто избегао.
Његова супруга Дафина која је била трудна се са своје две ћерке сместила у Земун у кућу његовог брата Аранђела који је преузео бригу о њима док је Вук одсутан.
Аранђел није као свој брат био сиромашни војник, већ је био трговац и добро зарађивао. Није волео војску и сваки пут кад је Вук кретао у рат он је покушавао да га одговори од тога. Аранђел је био заслужан и за женидбу свог брата, пошто је, као добар трговац, негде у Млетачкој републици, испросио Вуку скромну девојку Дафину за жену. Након што се Вук оженио са њом, Дафина је почела да рађа децу и претвара се у заносну жену која се почела допадати и Аранђелу. Када је то схватио, Аранђел је зажалио због тога што је није узео за своју жену и почео да је избегава одлазећи на дуга путовања и тражећи замену у другим женама. На крају би се после дугих лутања враћао и проналазио да му се снаха још више пролепшала. Био најсрећнији када је време проводио у близини своје снахе чије тело га је опијало жудњом. Уживао је да неприметно дотакне јој тело или косу, никада не одајући своје жеље.
Временом је Дафина приметила његове жеље и чинио јој се одвратним, а и није био као његов брат снажан и леп, већ сув и жутог изгледа. Једном приликом је Аранђел доживео несрећу и замало се удавио кад се чамац преврнуо на Дунаву, а кад су га спасли Дафина га је неговала док се опорављао. Једне ноћи кад се мало опоравио допустила му је оно за чиме је годинама чезнуо и предала му се зато што је била разочарана и несрећна. Убрзо након тога се и разболела.
За то време је Вук са војском из Мађарске прешао целу Аустрију и стигао на реку Рајну. У борбама су Срби, Мађари и Хрвати као поданици Аустроугарске слати у прве редове и на најтеже задатке јер их није много било брига за њих. Вук је мислио да ће у том четвртом рату сигурно погинути пошто је водио своје војнике у највећу ватру и погибију. Није био задовољан својом ратном срећом већ је гледао бесмисао рата око себе гледајући људе како гину и знајући да их по повратку кући чека иста она беда из које су пошли.
Током зиме рат је стао и његов пут је био улогорен поред једног града, где је и примио вест о смрти супруге Дафине. Изгубљен у тој туђини и окружен смрћу свакодневно њену вест о смрти је примио мирно. Након завршетка зиме рат ипак није настављен и ону су кренули назад. Вук је био разочаран јер нису добили никакве заслуге за храброст и сву погибију. Знао је да више никад неће да иде у рат јер његов народ никада неће бити боље без обзира колико њих погинуло за Аустроугарску. Сем њега много других војника је решило да се врати у окупирану Србију.
По повратку у Србију није ништа сазнао о неверству своје покојне жене и прихватио је понуду брата да крене са њим у трговину. Заједно ће, због трговине морати да обилазе стране земље и крајеве, тако да ће му се живот опет састојати од сталних сеоба. Без жене ће сам да подиже своје ћерке, да води кућу и дели све патње и беду са његовим народом. Остају му још само снови о далекој Русији као неком месту са животним миром и лепотом, као што је и звезда у бескрајном плавом кругу.

## Ликови
Главни ликови у "Сеобама" Милоша Црњанског су браћа Вук и Аранђел Исакович, Вукова жена Дафина, Вуков слуга Аркадије и Аранђелов слуга Ананија. Ликови носе симболична имена, која одређују и њихову судбину у роману. Вук је магијско српско име, које се даје детету да се одагна смрт. С друге стране, вук је животиња коју су посебно поштовали стари Словени, придавали јој митска својства, а Срби Светог Саву сматрају вучјим свецем. Аранђел носи име по архангелу Михаилу, кога у народу зову Аранђел, који у руци носи мач и тас, што се у роману доводи у везу са Аранђеловим занимањем (трговац). Аркадија је митска земља блаженства и среће, простор идиличности, природа без цивилизације, чему тежи Вуков слуга), док Ананија представља библијског јунака који је крио новац од апостола и покушао да превари Христоса. Дафина значи ловор, а Стана (жена Вуковог слуге Аркадија) је старо словенско име које значи застати, стати. То име се давало да се заустави помор или, пак, рађање деце.
Ликови браће Исаковича су супротстављени у свему: Вук је дебео, висок, огроман, црвен у лицу, изгледа као медвед, има трбух као мех, космат је, непосредан, прек, пуст, расипан, идеалиста, при крају романа разочаран и депресиван, по занимању војник, поборник даљих сеоба у Русију. Карактеришу га жуте очи са црним тачкицама, какве, иначе, имају звери. Већи део романа Вук Исакович погледа у небо и уз помоћ облака наслућује или тумачи догађаје. Аранђел Исакович је мршав, сув, онизак, ретке црне косе, сплеткарош, покварених жутих зуба, сладострастан, трговац, зеленаш, богаташ, усмерен ка материјалним вредностима, упоран, суздржљив, хладан, прорачунат, тврдица, заговорник рада и укорењивања Срба у Банату.
Слуге су сличне господарима, па, самим тим, међусобно супротстављени. Вуков слуга Аркадије је дебео, успаван (ваља напоменути да је Зевс митског Аркада претворио у Малог медведа), војник, воли природу, ужива у јелу и пићу, жена Стана га вара (и не зауставља се у томе), као и Дафина Вука, лудо гине у рату, покушавајући да спасе коње. Аранђелов слуга Ананије је низак, шкрт (новац крије од других у посебном спремишту у појасу, слично свом библијском имењаку), сплеткарош је, среброљубив, уходи газду и оговара га, плашљив је, лопов, прорачунат, сводник (који подводи своје кћери). 
Дафина је млада, путена Гркиња из Трста, која је, без своје воље, али и без воље младожење, удата за Вука Исаковича. Не зна језик, у роману проговара свега две речи - "Умрећу! Умрећу!" Ако њену судбину изведемо из њеног имена, могли бисмо да кажемо да су се браћа Исаковичи, сваки на свој начин, "овенчала" њоме. Дафина са Вуком има две кћери, али није заинтересована за њих, поготово након разочарења у мужа, који ју је опет оставио и отишао у још један бесмислени рат. Њена природа је подвојена: према мужу је непосредна, страсна, немоћна, воли га, а према деверу је лажљива, лукава, суздржана, власна, она одређује динамику развоја њиховог односа и поиграва се његовим осећањима.
Српски војници у роману су анимализовани: имају огромна стопала и шаке, урлају, силују, урличу, завијају као вукови кад певају, живе у земуницама, не могу да се уведу у ред, не поштују команде нити командире, Вук их пујда у склопу вежби једне на друге, као звери су. Са друге стране, хабсбуршки војници, представљени нпр. кроз барона Беренклауа, су феминизирани: он носи бермуде са подвезицама, чипке, перику, напудерисан је, спава у свиленој спаваћици са две сијамске мачке. Оваквом генерализацијом Црњански је метафорички приказао однос Европе према Балкану, као и однос Балкана према Европи. Колико су погледи једних на друге непомирљиви, очитује се у сцени сусрета Вука Исаковича и Краљице Мајке, када је он сапет у врпце, свилу, перје, траке, украсе, а она изгледа као страшило.

## Адаптације
Први део је адаптиран у играни филм из 1989. снимљен у југословенско-француској копродукцији, док филм рађен по другом делу није био у потпуности завршен.
По роману Црњанског је одрађена и позоришна драма у режији Виде Огњеновић.